# Isabel de Solís
Isabel de Solís (in arabo ثريا الرومية‎?, Soraya Al Roumieh; fl. 1510) fu la schiava concubina e in seguito la consorte di Abu l-Hasan 'Ali, sultano di Granada. Originariamente cristiana di Castiglia, si convertì all'Islam sotto il nome di Zoraya ("Stella del mattino") ed esercitò una forte influenza sul coniuge.

## Biografia

### I primi anni
Isabel de Solís visse nella seconda metà del XV secolo. Era l'unica, bellissima figlia pastorella del pastore castigliano don Sancho Jiménez de Solís, castellano del castello di Higuera de Calatrava e commendatore di Martos. Dopo la nascita, perse la madre e il padre in seguito sposò una schiava moresca chiamata Arlaja. Trascorse un'infanzia tranquilla, circondata da servitori e badanti che furono i suoi istruttori. A 15 anni, si fidanzò con don Pedro Venegas, della nobiltà castigliana, ma non lo sposò.

### Consorte dell'emiro di Granada
Quando il nuovo re di Granada rifiutò di continuare a pagare i tributi alla corona di Castiglia, gli eserciti cristiani iniziarono a razziare il Regno di Granada. Per rappresaglia, Al-Zagal, fratello del sultano, iniziò a dirigere incursioni in Castiglia. In una di queste occasioni, il 29 settembre 1471, fu catturata dai nasridi mentre si rifugiava in una chiesa. A quel tempo, era pratica comune riscattare prigionieri catturati che provenivano da famiglie nobili. Tuttavia, anche se era nobile per nascita, la sua famiglia rifiutò di pagare il riscatto a causa del suo precedente comportamento ribelle nei confronti di suo padre, che l'aveva condannata a vivere in un convento per il resto della sua vita.
Per questo motivo, fu portata al palazzo dell'Alhambra a Granada e venduta come schiava ad Abu l-Hasan 'Ali, il sultano di Granada. Fu costretta a diventare una delle concubine del sultano, ma Abu l-Hasan 'Ali si innamorò follemente, ricambiato, e la sposò, rendendola la sua preferita ed esiliando la sua prima moglie Aisha dal palazzo. Dopo la conversione all'Islam, prese il nome di Turai, Soraya o Zoraya. Ebbe due figli con il sultano, Nasr ben Ali e Saad ben Ali. Poiché Aisha, conosciuta come Fatima, era una discendente del profeta Maometto, il popolo, specialmente i capi religiosi, provocò una guerra civile a Granada il 15 luglio 1482. Abu l-Hasan 'Ali fu infine deposto da Aisha, con l'aiuto di Aliatar, il signore della guerra di Loja, e sostituito dal fratello. Fu catturata dalla fazione di Aisha e ottenne di vivere a condizione che Abu l-Hasan 'Ali abbandonasse il trono al figlio Boabdil. In seguito, Abu l-Hasan 'Ali dedicò la sua vita a condurre numerose incursioni di successo in Castiglia, cosa che gli consentì di riconquistare la sua popolarità tra la gente di Granada nel 1484. Di conseguenza, finì per salvare Isabel e a recuperare parte del suo potere perso a Granada per un po' prima di morire nel 1485.
Dopo la morte del marito, che amava molto e per questo rimase sconvolta, venne imprigionata nella Valle de Lecrín e riacquistò la libertà nel gennaio 1492, con la conquista di Granada da parte dei Re cattolici.

### Ritorno al cristianesimo

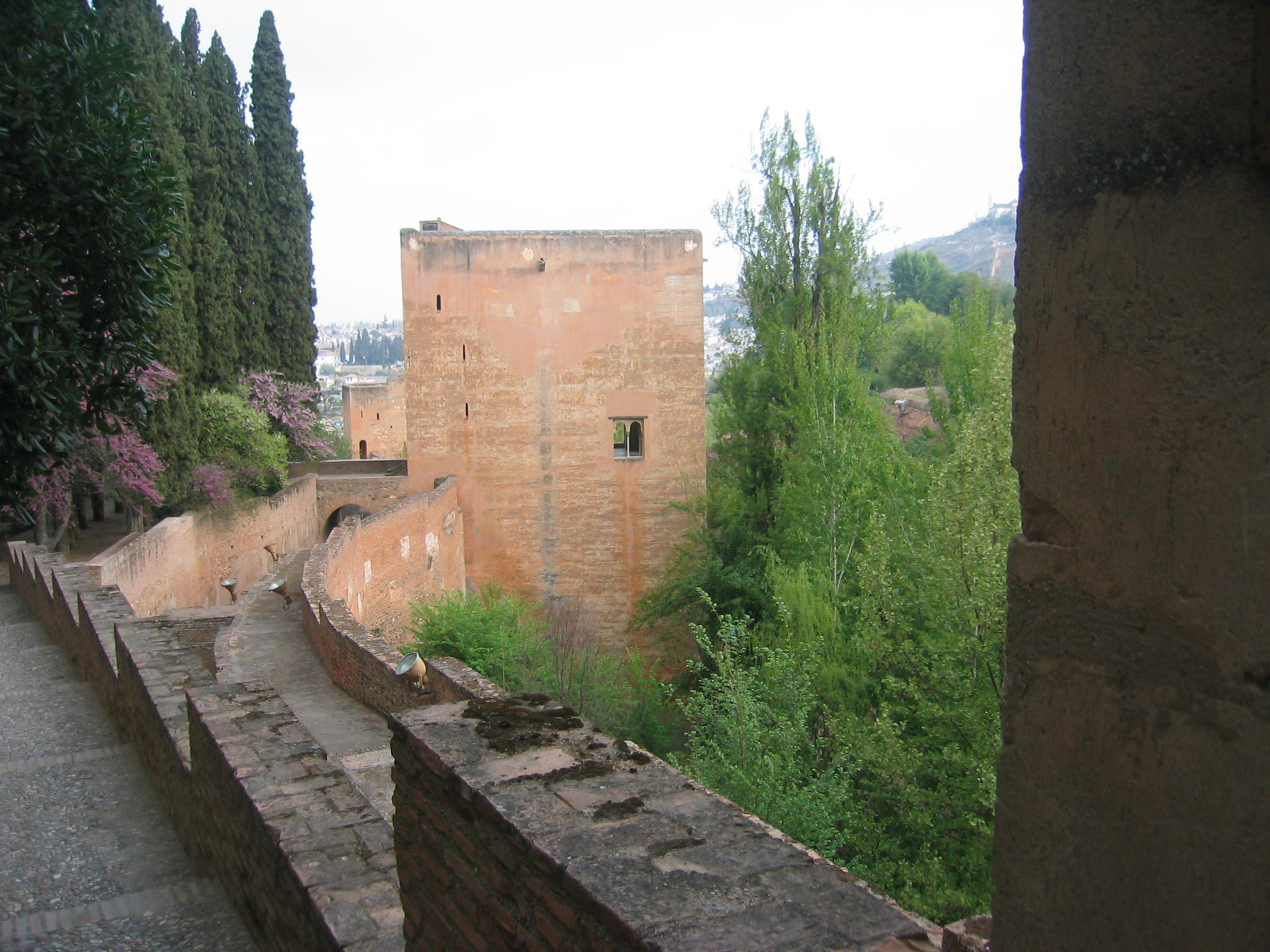
La torre del prigioniero.

Dopo la sconfitta di Granada, Zoraya e i suoi due figli attirarono l'attenzione di Ferdinando e Isabella. Si dice che abbia vissuto a Cordoba nel 1494, ancora musulmana sotto il nome di Zoraya. Secondo quanto riferito, chiese senza successo a Ferdinando e Isabella, attraverso il suo segretario Hernando de Zafra, che i suoi figli potessero essere esiliati in Nord Africa e rimanere musulmani.
Il 30 aprile 1492, a Santa Fe, i suoi figli si convertirono al cattolicesimo e presero i nomi di Juan de Granada e Ferdinando di Granada. A lei stessa fu chiesto prima dai suoi figli e poi dal re e dalla regina di riconvertirsi al cattolicesimo, cosa che alla fine fece, riprendendo il suo nome originale e diventando nota come "Isabel de Granada" e "Regina Isabel".
La corona castigliana era responsabile del suo mantenimento. Alla morte di Isabella la Cattolica nel 1504, percepiva 150.000 maravedí all'anno: questo importo fu ridotto nel tempo. I suoi figli godevano di mezzo milione di maravedí ogni anno. Viene menzionata l'ultima volta che viveva a Siviglia nel 1510.
La torre del prigioniero nell'Alhambra prende il nome in sua memoria.

## Discendenza
Ferdinando di Granada (1460 - Burgos, marzo 1512), quarto marito di Mencía de la Vega, non ebbe discendenti, invece Juan de Granada sposò Beatriz de Sandoval ed ebbe figli.

## Nella cultura di massa
Isabel de Solís appare come personaggio nell'opera di narrativa storica People of the Book di Geraldine Brooks, assieme al marito Abu l-Hasan Ali. È anche personaggio di spicco nel dramma storico Isabel, insieme ad Abu l-Hasan Ali, interpretata da Nani Jimenez.